# Moralzarzal
Moralzarzal è un comune spagnolo di 11.801 abitanti situato nella comunità autonoma di Madrid, parte della comarca di Cuenca del Guadarrama. Il nome deriva dall'unione di due paesi vicini, Fuente del Moral e Zarzal, avvenuta a metà del XIV secolo.

## Geografia fisica
Moralzarzal sorge ai piedi della Sierra di Guadarrama, nella valle dell'omonimo fiume.
I suoi confini, lunghi 42,6 km, hanno un tracciato molto irregolare. Per questo, e poiché è uno dei comuni più estesi della zona, Moralzarzal confina con molti altri. In particolare, confina con Becerril de la Sierra a nord, El Boalo-Cerceda-Matalepino a nord-est, Manzanares el Real e Colmenar Viejo a est, Hoyo de Manzanares, Torrelodones e Galapagar, al sud, Collado Villalba e Alpedrete a ovest e Collado Mediano a nord-ovest.
Moralzarzal appartiene al distretto giudiziario di Colmenar Viejo, dal quale dista 25 km, e si trova a circa 47 da Madrid. È attraversato dalla M-608, che porta a nord verso Cerceda e a sud verso Collado Villalba.
Si trova a 979 metri sul livello del mare, ed è circondato da alture importanti. Da sottolineare, ad occidente Albu Peña, con 1.302 metri; a nord-ovest, Cerro Cabeza Mediana o Canale, con 1331 metri e nel Sud, La Solana, con 1284 metri, Canto Gable, con 1376 metri, Cerro Lechuza, con 1127 metri, e Il Estepar, con 1402 metri.
I suoi fiumi e torrenti hanno carattere intermittente. Tra di essi, il Regajo dei Mari e i Ruscelli della Valle, dell'Alameda, della Mina e della Renga. Sicuramente, il fattore che ha contraddistinto il comune rispetto agli altri vicini è stata l'acqua. Fin dal secolo scorso, erano note le sue sorgenti di acqua ricche di arsenico, ferro e azoto. E, senza dubbio, in un primo momento, questo è stato un fattore chiave per i visitatori, che quindi giungevano a Moralzarzal per le fonti, come quella della Salute, ora scomparsa, o le ancora esistenti Cuatro Caños e Matarrubia; poi, con il fenomeno delle seconde case, si è iniziato a costruire.
In quanto al clima, quello di Moralzarzal è quello classico mediterraneo delle montagne continentali, caratteristico di tutta la zona attorno a Madrid, con inverni freddi ed estati calde e secche.
La sua vegetazione più caratteristica è composta da frassini e timi. Tuttavia, abbondano anche querce, pioppi, ginestre e pini, anche se questi ultimi sono nati grazie al rimboschimento effettuato pochi anni fa. Ci sono circa 2.200 ettari di prati e pascoli, tra cui quelli delle Dehesas.

### Trasporti
Nel comune si trova l'impresa di trasporti di Francisco Larrea, che connette Moralzarzal con la stazione di Moncloa nella capitale. Inoltre, a Moralzarzal c'è una stazione di autobus di nuova creazione, chiamata Stazione Príncipe delle Asturie, inaugurata nel 1997.
| línea | destinazione                                              | operatore            |
| ----- | --------------------------------------------------------- | -------------------- |
| 671   | Madrid (Moncloa)                                          | Francisco Larrea     |
| 672   | > Madrid (Moncloa) < Cerceda (por Mataelpino)             | Francisco Larrea     |
| 672A  | > Madrid (Moncloa) < Cerceda                              | Francisco Larrea     |
| 720   | > Collado Villalba < Colmenar Viejo                       | Hros. J. Colmenarejo |
| 876   | > Collado Villalba < Cerceda - Madrid (Plaza de Castilla) | Francisco Larrea     |
| N603  | Madrid (Moncloa)                                          | Francisco Larrea     |